# Baragur, Chiknayakanhalli
Baragur là một làng thuộc tehsil Chiknayakanhalli, huyện Tumkur, bang Karnataka, Ấn Độ.